# Strimgrynsnäcka
Strimgrynsnäcka (Vertigo substriata) är en snäckart som först beskrevs av John Gwyn Jeffreys 1833.  Strimgrynsnäcka ingår i släktet Vertigo, och familjen grynsnäckor. Arten är reproducerande i Sverige.

## Bildgalleri

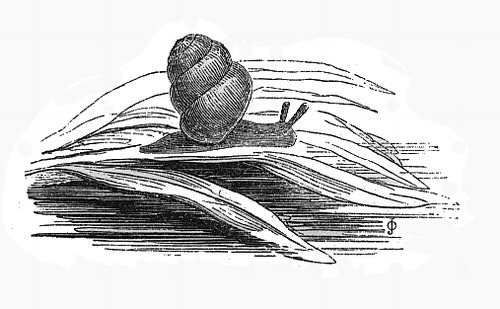
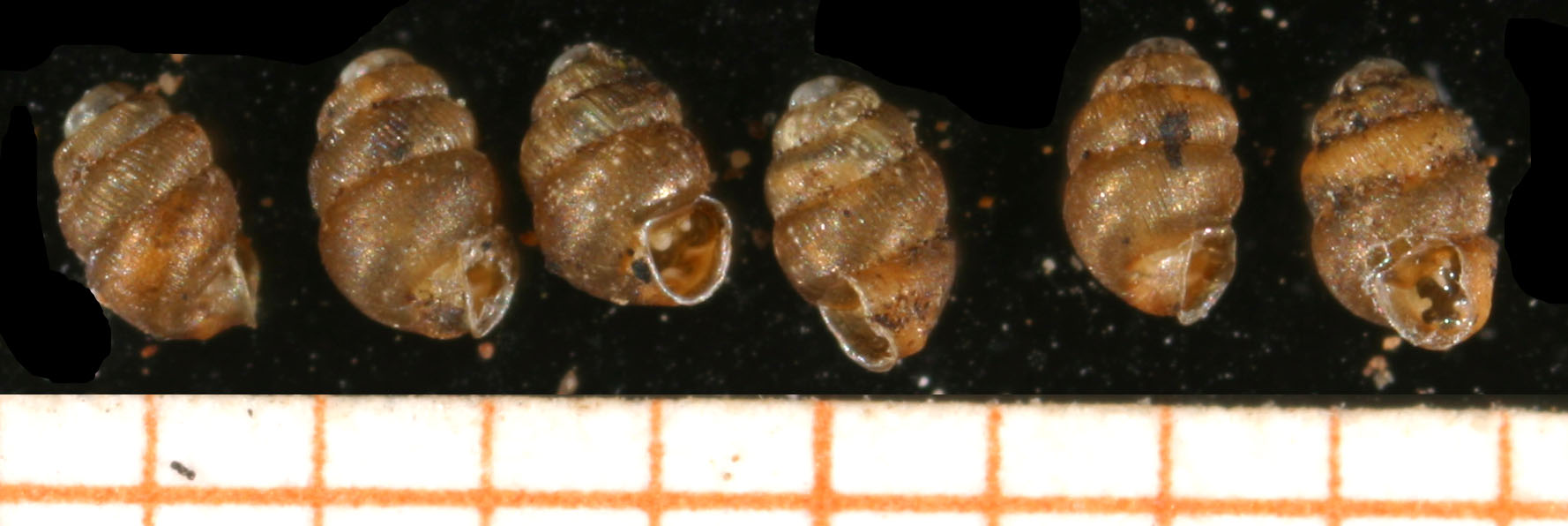